# Мирза Али Асгар Хан Амин аль-Султан
Мирза Али Асгар Хан (перс. علی‌اصغر خان‎; 6 января 1867 Тегеран — 31 августа 1907, Тегеран) — иранский государственный деятель, премьер-министр Персии (1887—1896, 1898—1904 и 1907).

## Биография
Он был вторым сыном Аги Ибрагима, влиятельного чиновника грузинского происхождения, камердинера Насера аль-Дина Шаха. Когда Али Асгару исполнилось 15 лет, он начал помогать отцу в политике. В следующем году они вместе сопровождали Насера ад-Дин-шаха во время паломничества к святыням шиитских городов Наджафа, Кербелы, Кадхимии и Самарры.
По возвращении в Тегеран, он был назначен командующим королевской кавалерии, и в последующие годы продолжал карьерный рост до более высоких постов, в конечном счёте, получив должность казначея армии. После смерти своего отца в 1883 году он получил почётный титул последнего Амин аль-Султан и стал министром юстиции. Несколько лет спустя он получил звание Атабек и в 1887 году занял пост премьер-министра, который сохранял до 1896 года. Отказавшись от политики отца, он существенно расширил практику предоставления концессий на добычу углеводородов для российских и британских компаний.
После убийства Насера в 1896 году помог обеспечить трон и его безопасную передачу его сыну, Мозафереддин-шах Каджару. Несмотря на это, в ноябре 1896 года он был смещён новым шахом с поста премьер—министра. Оказавшись в опале он сначала удалился в Кум, затем путешествовал по России, Китаю и Японии, позже эмигрировал в Швейцарию. В 1898—1904 годах вновь возглавлял правительство Персии.
Во время иранской конституционной революции новый шах Мохаммад Али Шах пригласил бывшего главу правительства вернуться в Иран. Его приезд изначально был заблокирован иранскими революционерами. Только после принятия в 1906 году решения о создании первого парламента Ирана (меджлиса) он смог приехать в Тегеран и 4 мая 1907 года вступить в должность премьер-министра и министра внутренних дел страны. Одной из его первых задач стало реформирование финансовой системы, чтобы доходы и расходы государства больше не распределялись по усмотрению шаха, а перешли к полномочиям парламента. Этому воспротивился распорядитель финансами шаха на тот момент Мирза Хасан-хан Мустовфи аль-Мемалик, что обострило конфликт парламента и монарха. Кроме того, принятая Конституция, подготовленная на примере бельгийской и передававшая значительные властные полномочия парламенту, подверглась резкой критике со стороны исламского духовенства во главе с Шейхом Фазлоллы Нури, позицию которого кулуарно поддерживал глава кабинета министров. В результате в текст были внесены 107 поправок, в частности, статья 1 устанавливала ислам шиитского толка как государственную религию Ирана, статья 2 закрепляла полномочия группы из пяти священнослужителей, которая должна была тщательно изучать все законодательные предложения парламента на предмет их соответствия принципам ислама. Законы, нарушающие принципы ислама, не могли вступить в силу. Премьер-министр сумел убедить различные политические силы пойти на этот политический компромисс. Это вызвало резкое недовольство радикалов, выступавших за отделение религии от государства.
Хотя у главы правительства была серьезная оппозиция, но он также имел сторонников в крупных городах Ирана, таких как Казвин, Решт и Тегеран. В мае 1907 года Мохаммад Али Шах назначил его премьер—министром Ирана. В этот период страна оказалась погружена в состояние хаоса: государство не выплачивало зарплату правительственным чиновникам, продолжалось соперничество России и Великобритании за влияние на Иран, Османская империя вторглась на запад Ирана; происходили кровопролитные мятежи внутри страны. Новому кабинету удалось быстро остановить османов, а также предпринять попытки к оздоровлению финансового состояния государства.
31 августа 1907 года премьер-министр был убит в здании иранского парламента. В покушении был обвинен один из иранских революционеров Аббас Ага, через несколько лет убийцей был назван Хайдар Хан Аму Оглу из «Тегеранской социал-демократической партийной организации». По мнению американского востоковеда-ираниста Никки Р. Кедди, за преступлением мог стоять Мохаммад Али Шах.